# 洛馬里卡牧場 (加利福尼亞州)
洛馬利卡牧場（英語：Rancho Loma Rica）是位於美國加利福尼亞州尤巴縣的一個非建制地區。該地的面積和人口皆未知。

## 地理
洛馬利卡牧場的座標為39°18′32″N 121°21′15″W / 39.30889°N 121.35417°W，而該地的平均海拔高度為245米（即804英尺）。